# Sortint del bany
Sortint del bany és una obra del pintor valencià Joaquim Sorolla i Bastida pintada a l'oli sobre llenç amb unes dimensions de 130 × 150,50 cm. Està datat, segons signatura, l'any 1915 i actualment es conserva en el Museu Sorolla de Madrid.

## Història
El quadre va ser pintat al juny de 1915, a València, en un descans del pintor dels seus treballs per la Hispanic Society of America. A aquest mateix període pertanyen obres tan notables com a Nena entrant en el bany pintat l'estiu d'aquest mateix any.
La sortida del bany a la platja va ser un tema recurrent per Sorolla i existeixen diverses obres de semblant contingut i mateix títol doncs tenien molt bon acolliment per part de crítica i públic. En concret, aquest quadre ha estat exposat en múltiples ocasions:
- Exposició d'art espanyol contemporani; París: 1919.
- Exposició Homenatge a Sorolla; Madrid: Reial Acadèmia de Belles arts de Sant Fernando, 1924.
- Exposició de pintura espanyola en la Royal Academy; Royal Academy of Arts, 1920.

En 1929, a la mort de Sorolla, el quadre formava part del llegat del pintor a la seua esposa Clotilde i hui es conserva en el Museu Sorolla, encara que el quadre ha mantingut aquest caràcter itinerant i ha format part de diverses exposicions en època recent.

## Detalls i descripció
En primer pla i ocupant gairebé per complet la composició apareix una dona gairebé de cos sencer que sosté en els seus braços a un nen recentment sortit de l'aigua i embolicat en una tela blanca. En el fons de la pintura i a excepció d'una petita franja superior de cel i una altra inferior de sorra, el protagonista absolut és el mar.
En l'obra predominen brillants tons blanc-i-blaus que han estat aplicats amb una pinzellada carregada, àgil i deixa anar que ens evoca la clara llum del matí valencià.